# Clinopodium cercocarpoides
Clinopodium cercocarpoides là một loài thực vật có hoa trong họ Hoa môi. Loài này được (Epling) Govaerts mô tả khoa học đầu tiên năm 1999.